# 皇家天文學家
皇家天文學家（Astronomer Royal）是英国一個高級職位，設置兩人。第一位皇家天文學家設置於1675年6月22日，第二位是1834年起的蘇格蘭皇家天文學家。
查理二世在1675年成立格林尼治皇家天文台，並任命首位皇家天文學家約翰·佛蘭斯蒂德。
直到1972年皇家天文學家都是格林尼治皇家天文台台長。皇家天文學家每年可從英國皇室宮務大臣獲得100英鎊的津贴。現在皇家天文學家雖然不再是台長，但仍是高級榮譽職位，仍然可以對天文以及相關科學提供建議，並且有極高的聲望。
另外愛爾蘭獨立以前也曾有愛爾蘭皇家天文學家。

## 歷任皇家天文學家
- 1675—1719 約翰·佛蘭斯蒂德
- 1720—1742 愛德蒙·哈雷
- 1742—1762 詹姆斯·布拉德雷
- 1762—1764 納森尼爾·布利斯（英语：Nathaniel Bliss）
- 1765—1811 内维尔·马斯基林
- 1811—1835 約翰·龐德（英语：John Pond）
- 1835—1881 喬治·比德爾·艾里爵士
- 1881—1910 威廉·克利斯帝（英语：William Christie (astronomer)）爵士
- 1910—1933 弗兰克·沃生·戴森爵士
- 1933—1955 哈罗德·史賓塞·瓊斯（英语：Harold Spencer Jones）爵士
- 1956—1971 理查·范德尔里特·伍利（英语：Richard van der Riet Woolley）爵士
- 1972—1982 马丁·赖尔爵士
- 1982—1990 法蘭西斯·格拉漢－史密斯（英语：Francis Graham-Smith）爵士
- 1991—1995 阿诺德·沃尔芬代尔爵士
- 1995年至今 马丁·里斯，拉德洛的芮斯男爵